# Kammzahn-Laternenhai
Der Kammzahn-Laternenhai (Etmopterus decacuspidatus) ist eine Art der Gattung Etmopterus innerhalb der Laternenhaie (Etmopterinae; auch als Familie Etmopteridae eingestuft), von der nur ein einziges Exemplar, der Holotyp, bisher bekannt ist. Der Fundort des Holotyps liegt im nordwestlichen Pazifik im Bereich der chinesischen Insel Hainan.

## Aussehen und Merkmale
Der Kammzahn-Laternenhai ist ein kleiner Hai, der Holotyp hat eine Körperlänge von 29 Zentimetern. Er hat einen für die Laternenhaie typischen langgestreckten Körper mit einem langen und zugleich breiten und oberseits abgeflachten Kopf und einer schmalen Schnauze. Die Körperfarbe ist oberseits braun, die Unterseite ist schwarz. Oberhalb der Bauchflossen befindet sich eine Zeichnung in Form einer schmalen Linie, die oberhalb der Flossen beginnt und bis zu diesen sowie danach in Richtung Schwanzflosse führt. Am unteren Ansatz der Schwanzstiels befindet sich eine weitere schwarze Linie. Im Vergleich zu verwandten Arten hat dieser Hai keine Reihen aus kleinen und eng aneinander liegenden Zahnschuppen an den Körperseiten. Außerdem besitzt er die für die Laternenhaie typischen Leuchtorgane an der Bauchseite.
Er besitzt zwei Rückenflossen mit den ordnungstypischen Stacheln davor, jedoch keine Afterflosse. Die erste Rückenflosse beginnt deutlich hinter den Brustflossen über deren hinterem Rand und ist nur etwa halb so groß wie die zweite. Der Schwanz ist lang. Wie alle Arten der Familie besitzen die Tiere fünf Kiemenspalten und haben ein Spritzloch hinter dem Auge.
Die oberen Zähne tragen jeweils vier oder fünf Zahnspitzen.

## Verbreitung

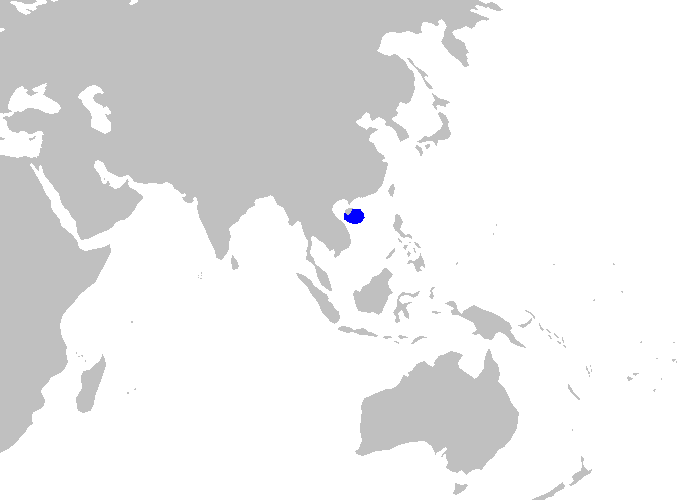
Verbreitungsgebiet von Etmopterus decacuspidatus

Der Fundort des Holotyps liegt im nordwestlichen Pazifik im Bereich der chinesischen Insel Hainan und der vietnamesischen Küste. Hier wurde er in Bodennähe aus einer Tiefe von etwa 510 bis 700 Metern gefangen.

## Lebensweise
Der Kammzahn-Laternenhai lebt im Tiefsee-Bereich des Inselschelfs pelagisch oder in Bodennähe. Wie andere Haie ernährt er sich räuberisch, wahrscheinlich von kleineren Fischen und wirbellosen Tieren. Über seine Lebensweise liegen keine Daten vor.
Er ist wie andere Arten der Ordnung lebendgebärend (ovovivipar).

## Systematik
Etmopterus decacuspidatus ist eine eigenständige Art innerhalb der Laternenhaie. Er wurde 1966 von William Lai-Yee Chan, Ichthyologe am Fischereiforschungsinstitut in Aberdeen, Hongkong, auf der Basis eines ausgewachsenen männlichen Tieres wissenschaftlich beschrieben.

## Gefährdung
Der Kammzahn-Laternenhai ist in der Roten Liste der IUCN aufgrund fehlender Daten nicht in eine Gefährdungskategorie eingeordnet und stattdessen als „data deficient“ gelistet. Der Mangel an bekannten Exemplaren und die wenigen spezifischen Informationen, die derzeit verfügbar sind, schließen eine Bewertung aus. Das offensichtlich begrenzte Verbreitungsgebiet dieser Art lässt jedoch eine potenzielle Bedrohung vermuten. Über die Bestände der Art liegen keine Informationen vor. Außer dem Holotyp sind keine Exemplare gefangen und untersucht worden. Über den Fischereidruck gibt es keine Angaben, allerdings ist die Befischung der Region durch die chinesischen Fangflotten sehr groß, und der Beifang wird nicht detailliert ausgewertet.

## Belege
1. 1 2  Etmopteridae.: Lantern sharks. In: Compagno et al. 2004
2. 1 2 3 4 5 6 7  Leonard Compagno, Marc Dando, Sarah Fowler: Sharks of the World. Princeton Field Guides, Princeton University Press, Princeton und Oxford 2005; S. 96. ISBN 978-0-691-12072-0
3. 1 2  Kammzahn-Laternenhai auf Fishbase.org (englisch)
4. 1 2  Etmopterus decacuspidatus in der Roten Liste gefährdeter Arten der IUCN 2008. Eingestellt von: C. McCormack, 2009. Abgerufen am 13. Mai 2020.